# انتونی اوانز (بازیکن فوتبال)
انتونی اوانز (انگلیسی: Antony Evans؛ زادهٔ ۲۳ سپتامبر ۱۹۹۸) بازیکن فوتبال است.
از باشگاه‌هایی که در آن بازی کرده‌است می‌توان به باشگاه فوتبال اورتون اشاره کرد.
وی همچنین در تیم ملی فوتبال زیر ۱۹ سال انگلستان بازی کرده‌است.